# Quảng Sơn
Quảng Sơn là một xã thuộc tỉnh Lâm Đồng, Việt Nam.

## Địa lý
Xã Quảng Sơn nằm ở phía bắc tỉnh Lâm Đồng, có vị trí địa lý:
- Phía đông giáp xã Quảng Phú, xã Quảng Hòa và xã Đạm Rông 2;
- Phía tây giáp xã Trường Xuân;
- Phía nam giáp phường Bắc Gia Nghĩa và xã Tà Đùng;
- Phía bắc giáp xã Đắk Song, xã Nâm Nung và xã Quảng Phú.

Xã Quảng Sơn có diện tích 454,22 km², dân số năm 2025 là 22.018 người, mật độ dân số là 48 người/km².

## Hành chính
Xã Quảng Sơn được chia thành 6 thôn: 4, 5, Đắk Snao, Đắk Snao 2, Quảng Hợp, Quảng Tiến, và 7 bon: Bu Sir, N'Doh, N'Ting, Phi Glê, R'Bút, Rlong Phe, Sa Nar.

## Lịch sử
Sau năm 1975, Quảng Sơn là một xã thuộc huyện Đắk Nông, tỉnh Đắk Lắk.
Ngày 26 tháng 11 năm 2003, Quốc hội ban hành Nghị quyết số 22/2003/QH.11. Theo đó, tỉnh Đắk Lắk được chia tách thành hai tỉnh mới là Đắk Lắk và Đắk Nông, xã Quảng Sơn thuộc huyện Đắk Nông, tỉnh Đắk Nông.
Ngày 27 tháng 6 năm 2005, Chính phủ ban hành Nghị định số 82/2005/NĐ-CP. Theo đó, huyện Đắk Nông được chia thành hai đơn vị hành chính là thị xã Gia Nghĩa và huyện Đắk Glong, xã Quảng Sơn thuộc huyện Đắk Glong.
Ngày 18 tháng 10 năm 2007, Chính phủ ban hành Nghị định số 155/2007/NĐ-CP. Theo đó, thành lập xã Quảng Hòa trên cơ sở điều chỉnh 8.665 ha diện tích tự nhiên và 3.721 người của xã Quảng Sơn. Sau khi điều chỉnh địa giới hành chính, xã Quảng Sơn còn lại 48.284 ha diện tích tự nhiên và 5.211 người.
Ngày 6 tháng 7 năm 2010, Chính phủ ban hành Nghị quyết số 28/NQ-CP. Theo đó, điều chỉnh 3.108 ha diện tích tự nhiên của xã Quảng Sơn về xã Đắk R’măng quản lý. Sau khi điều chỉnh địa giới hành chính, xã Quảng Sơn còn lại 45.176 ha diện tích tự nhiên và 6.110 người.
Ngày 12 tháng 6 năm 2025, Quốc hội ban hành Nghị quyết số 202/2025/QH15 về việc sắp xếp đơn vị hành chính cấp tỉnh. Theo đó, sáp nhập tỉnh Bình Thuận và tỉnh Đắk Nông vào tỉnh Lâm Đồng, xã Quảng Sơn thuộc tỉnh Lâm Đồng.